# 羅德里格斯市

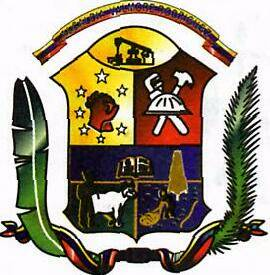

10°15′52″N 70°57′17″W / 10.2644647°N 70.95468°W
羅德里格斯市（西班牙語：Municipio Valmore Rodríguez），是委內瑞拉的一個市，位於該國西北部蘇利亞州，首府設於巴查克羅，始建於1989年，面積1,127平方公里，2012年人口63,593，人口密度每平方公里56.43人。